# Villiers-Saint-Denis
 Villiers-Saint-Denis  es una población y comuna francesa, en la región de Picardía, departamento de Aisne, en el distrito de Château-Thierry y cantón de Charly-sur-Marne.

## Demografía
| 583 | 670 | 668 | 768 | 798 | 842 |
| Para los censos de 1962 a 1999 la población legal corresponde a la población sin duplicidades (Fuente: INSEE [Consultar]) |     |     |     |     |     |